# An-Nasir Ahmad

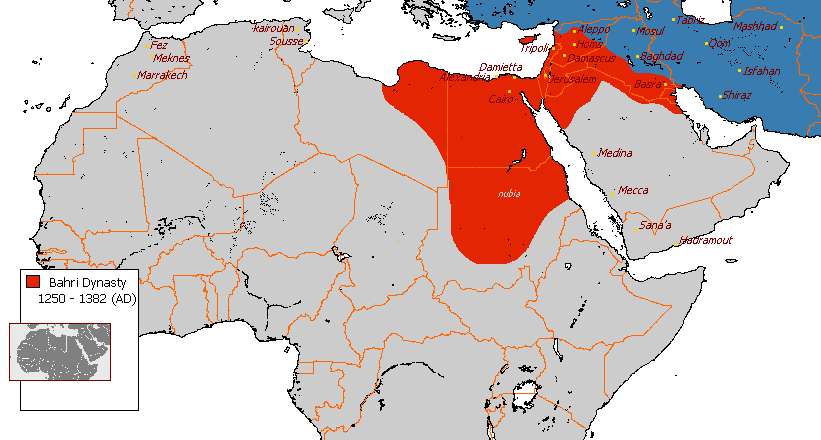
Obszar pod władaniem mameluków (czerwony)

Shihab ad-Din Ahmad (arab. شهاب الدين أحمد, imię królewskie: al-Malik al-Nasir Shihab ad-Din Ahmad, arab.الملك الناصر شهاب الدين أحمد; ur. w Kairze, zm. 1344 w Kairze) – sułtan mamelucki w Egipcie w roku 1342.